# Église de la Protection-de-la-Mère-de-Dieu de Miokovci
Pour les articles homonymes, voir Église de la Protection-de-la-Mère-de-Dieu.
L'église de la Protection-de-la-Mère-de-Dieu de Miokovci (en serbe cyrillique : Црква Покрова Пресвете Богородице у Миоковцима ; en serbe latin : Crkva Pokrova Presvete Bogorodice u Miokovcima) est une église orthodoxe serbe serbe située à Miokovci, sur le territoire de la ville de Čačak et dans le district de Moravica, en Serbie. Elle est inscrite sur la liste des monuments culturels protégés de la république de Serbie (no SK 1661),,,.
Dans la liturgie orthodoxe, la Protection de la Mère de Dieu est également connue sous le nom d'Intercession de la Mère de Dieu.

## Présentation

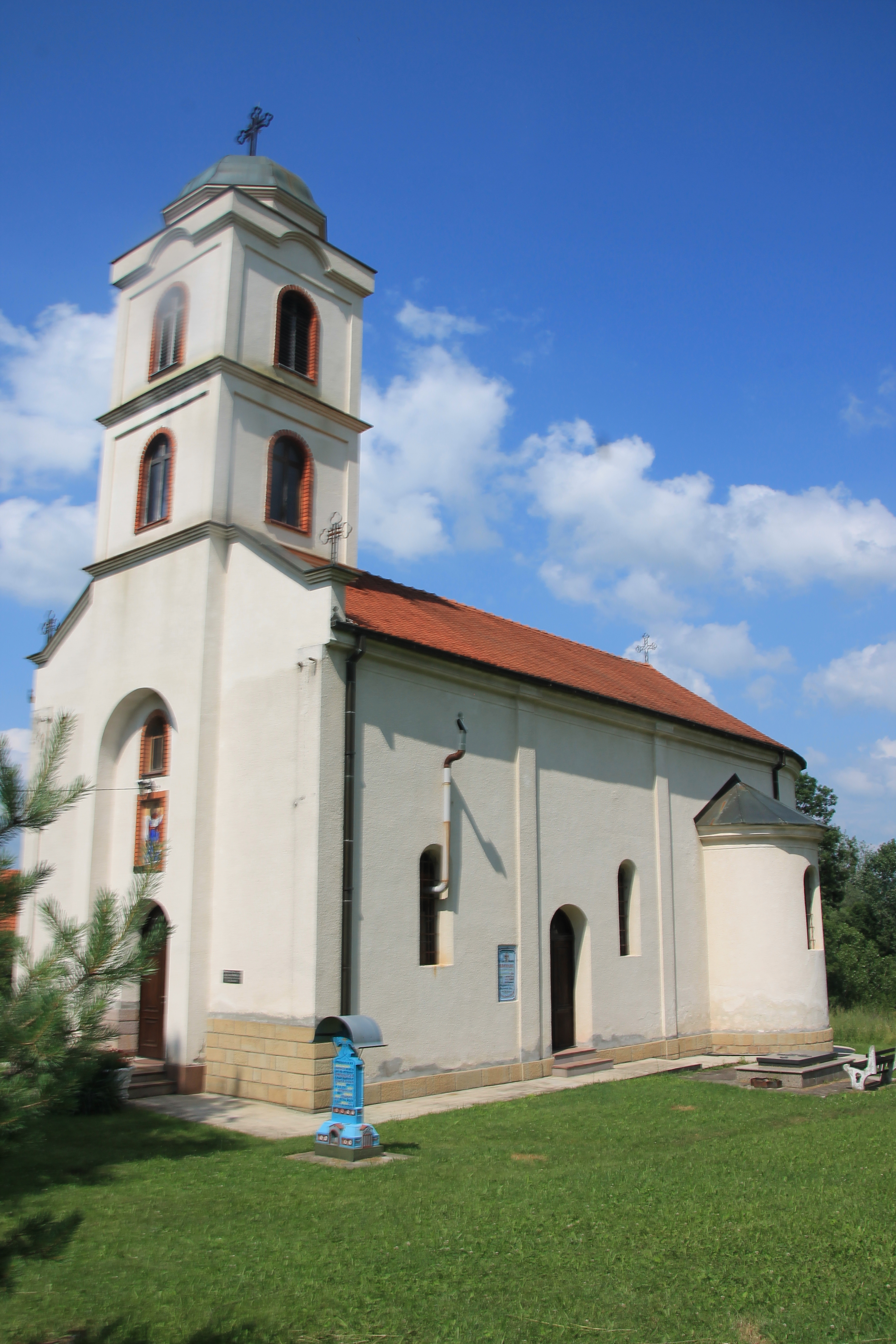
Autre vue de l'église.

L'église a été construite en 1890,. Elle a subi des changements importants lors de sa dernière rénovation entre 1991 et 1994.
L'édifice, de plan tréflé, est constitué d'une nef unique prolongée par trois absides demi-circulaires à l'extérieur comme à l'intérieur. L'église est dotée d'une voûte en berceau en bois ; les absides du chœur sont plus étroites que l'autel et plus basses que la nef.
La décoration de la façade se réduit horizontalement à une corniche profilée qui court sous le toit et verticalement à des pilastres massifs qui divisent les murs en trois espaces.
Les fresques et l'iconostase remontent à une rénovation effectuée en 1938 et ne présentent pas de valeur artistique majeure.

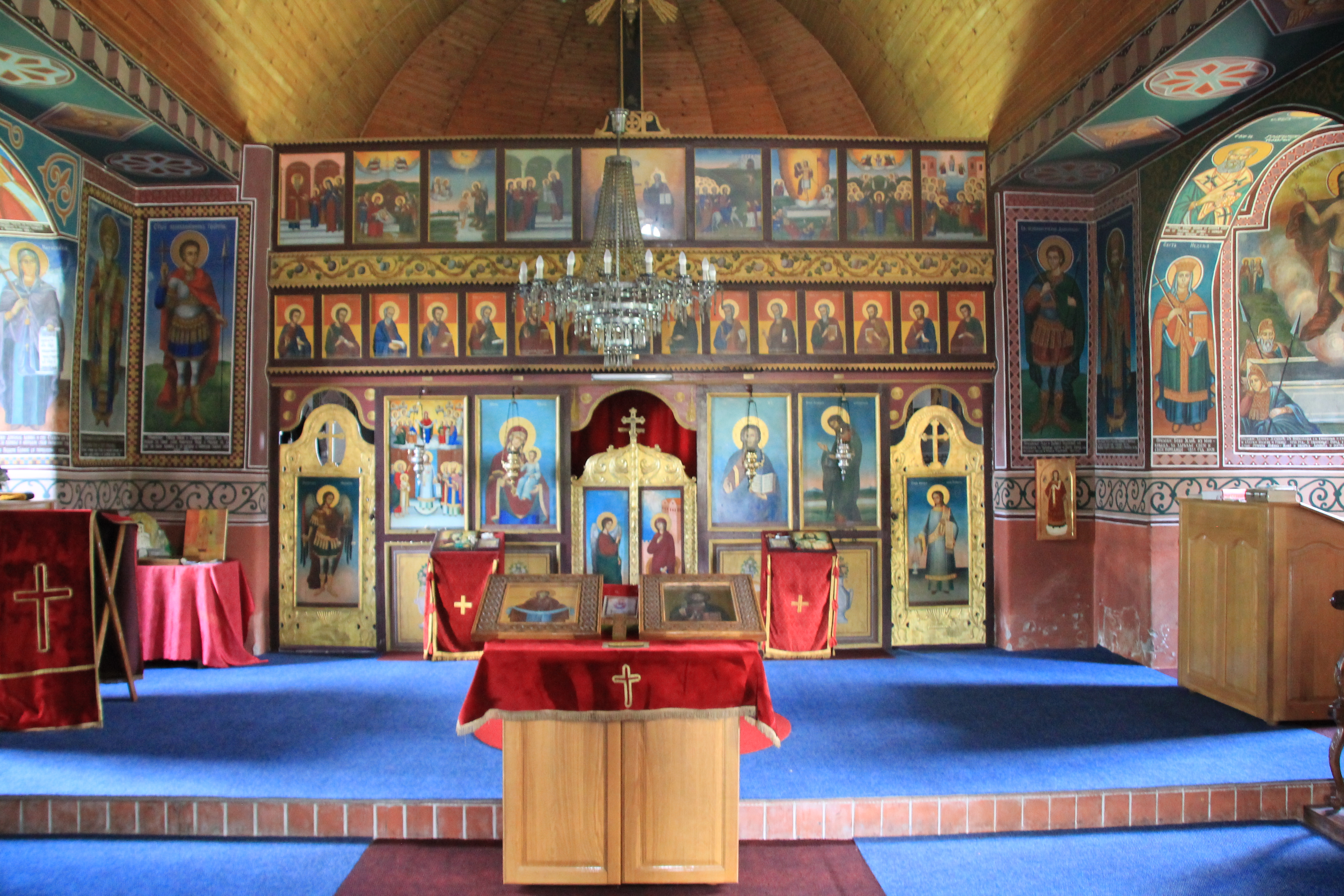
L'iconostase et les fresques.